# 岩田眞人
岩田 眞人（いわた まこと）は、京都府京都市出身の茸・微生物研究者であり実業家

。
アイ・エム・ビー株式会社、トータルコンディショニングジム・ゲット（株式会社ゲット）、株式会社キアバイオの代表取締役を務める。アイ・エム・ビー（株）、（株）キアバイオでは健康食品素材となるキノコを生産する一方、多彩な食用・薬用・難栽培性のキノコ栽培に取り組んでいる。
また、マツタケとシイタケが融合したという触れ込みの『融合マツタケ』がマスコミを通じて世間に広がった際、いち早く真相を究明し、それが単なるシイタケであることを明らかにした。「イカサマツタケ」の命名者でもある。

## 経歴
京都市立紫野高等学校卒業。熊本工業大学（現・崇城大学）工学部応用微生物工学科卒業。同大学院修士課程修了。同大学院博士課程修了。博士（工学）